# Noordberg
De Noordberg is een 26 meter hoge beboste heuvel, die deel is van de stuwwal ten noorden van de rivier de Nederrijn. De heuvel is niet op zich staand, maar vormt door de uitslijping van het Heelsums beekdal door de Heelsumsche Beek een markant terreindeel.

## Geografie
De naam komt van “den Oortberg”, waarin de aanduiding “oort” moet worden begrepen als “hoek”. Samen met de Boersberg, aan de andere zijde van de coupure van de rijksweg A50, vormt zij een hoek van de Arnhemse stuwwal.
De Noordberg is een opvallende verschijning in het bijna vlakke landschap. Met zijn 26 meter hoogte biedt hij een goed zicht op de directe omgeving. De hoogte ligt direct ten zuiden van het dorp Heelsum. De Heelsumsche beek passeert de heuvel aan de noordwestzijde. Direct aan de zuidzijde stroomt de Nederrijn. Direct ten westen en aansluitend aan de voet van de Noordberg ligt natuurgebied Jufferswaard. Vanaf de Utrechtseweg loopt het oude voetpad Fonteinallee tegen de Noordberg op, om dan te vervolgen naar Kasteel Doorwerth. Het voetpad is vrij te betreden.

## Geschiedenis
Vanwege de in het oog springende plek in het landschap was op de uitstekende punt van de Noordberg de galg van Doorwerth opgesteld. De galgenheuvel is nog herkenbaar als een flauwe verhoging en staat afgebeeld op 18e-eeuwse kaarten.
Naast de galgenheuvel is een bijna vierkant aardwerk te onderscheiden; het bestaat uit een lage wal waarin een soort toegangen in te vinden zijn. Het aardwerk is grofweg 50 bij 50 meter. Het vermoeden bestaat dat het om een schans gaat, gebouwd door invallende Franse soldaten in 1795. Het is echter ook mogelijk dat het gaat om een boeren- of buurtschans die diende als schuilplek om vee in onrustige tijden ver van de boerenhoeven te verbergen.